# Park Narodowy Taza
Park Narodowy Taza (arab. الحظيرة الوطنية تازة, fr. Parc National de Taza) – park narodowy w prowincji Dżidżal w północno-wschodniej Algierii.
W 2004 roku uznany za rezerwat biosfery UNESCO.

## Opis
Leżący ok. 30 km od Dżidżili i 60 km od Bidżai w regionie Kabylia Mała park obejmuje lasy i 9-kilometrowy pas wybrzeża Morza Śródziemnego. 
Habitat wielu gatunków flory i fauny. Na terenie parku występują następujące gatunki drzew: dęby – portugalski (Quercus faginea), algierski (Quercus canariensis), korkowy (Quercus suber) i Quercus afares; olsza czarna, czereśnia, wierzba (Salix pedicellata), jesion wąskolistny (Fraxinus angustifolia) i klon francuski (Acer monspessulanum). Na terenie parku występują również zagrożone wyginięciem gatunki zwierząt, m.in. kowalik algierski i magot. 
Park został założony przez władze francuskie w 1925 roku i potwierdzony przez władze algierskie w 1984 roku. W 2004 roku uznany za rezerwat biosfery UNESCO.